# Sangrong
Sangrong (kinesiska: 桑荣, 桑荣乡) är en socken i Kina. Den ligger i socknen Sangrong, den autonoma regionen Tibet, i den sydvästra delen av landet, omkring 320 kilometer nordost om regionhuvudstaden Lhasa. Antalet invånare är 1835. Befolkningen består av 927 kvinnor och 908 män. Barn under 15 år utgör 32 %, vuxna 15-64 år 61 %, och äldre över 65 år 6,0 %.